# Straddle
 (mars 2014).
Sa qualité peut être largement améliorée en utilisant un vocabulaire plus directement compréhensible.
Le straddle ou stellage est une stratégie optionnelle consistant à acheter ou à vendre le même nombre de puts ou de calls sur la même valeur sous-jacente, avec les mêmes dates d'échéance et prix d'exercice. L'acheteur d'un straddle bénéficie donc des mouvements du sous-jacent, quelle qu'en soit la direction. Bien que ce ne soit pas une obligation, les straddle sont dans l'immense majorité des cas construits avec des calls et des puts très proches de la monnaie.

## Longstraddle
Un acteur du marché qui décide d'acheter un straddle anticipe des variations importantes du cours du sous-jacent, sans avoir une préférence pour un mouvement haussier ou baissier, et/ou une augmentation de la volatilité. Les mouvements doivent être suffisamment importants pour couvrir le prix d'achat des deux options. Pour que la stratégie soit gagnante, il faut que :
- soit, à l'échéance, le prix du sous-jacent ait gagné ou perdu plus que la somme des deux primes
- soit, au cours de la vie du straddle, les variations aient été suffisantes pour qu'une gestion en delta neutre ait pu permettre de repayer les primes.

Le gain possible est infini mais la perte potentielle est limitée à la prime payée.

## Short straddle
À l'inverse, le vendeur d'un straddle s'attend à une faible variation du cours du sous-jacent, et/ou à une volatilité en baisse. Pour que sa stratégie soit gagnante, il faut que :
- soit le prix à l'échéance soit le plus près possible du prix d'exercice, et en tous les cas, que la différence entre ces deux derniers soit inférieure à la prime perçue au moment de la transaction
- soit la volatilité baisse suffisamment rapidement afin de pouvoir racheter le straddle à un prix inférieur.

Le gain possible est limité à la prime reçue mais la perte potentielle est infinie.

## Risques et variante

### Risques
Ces stratégies sont fondées principalement sur des anticipations de volatilité. En effet, le delta d'un straddle à la monnaie est quasi nul alors que le véga est la somme des véga individuels des options de la structure. La composante volatilité est donc prépondérante dans la valeur d'un straddle.
Comme dans beaucoup de stratégies optionnelles, les profils de gains et pertes sont asymétriques selon que l'on a acheté ou vendu le straddle. L'acheteur a un risque de perte limité à la prime payée, alors que le vendeur a un risque de perte infinie. À l'inverse, les profits possibles sont infinis pour l'acheteur et limités à la prime perçue pour le vendeur.

### Variante
Une alternative à cette stratégie consiste à acheter ou à vendre des puts ou des calls en même nombre sur la même valeur sous-jacente, de même échéance mais dont le prix d'exercice des puts sera inférieur à celui des calls. Il s'agit alors d'un strangle.